# Halvmåneøya
Halvmåneøya est une île du Svalbard située au sud de l'île d'Edgeøya. Elle fait partie de la réserve naturelle de Søraust-Svalbard.

## Géologie
Halvmåneøya qui a une superficie de 12 km2 a un substrat de dolérite, une roche volcanique sur laquelle quelques plantes peuvent croître.

## Histoire
Halvmåneøya fut visitée au cours des XVIIe et XVIIIe à l'époque de la chasse de la baleine. En témoigne, l'ancien cimetière au nord de la station de chasse de Bjørneborg qui a été une station de chasse norvégienne à partir de 1898. Cette zone était la meilleure pour la chasse à l'ours au Svalbard. Le bâtiment principal fut installé en 1904 puis agrandi en 1935 et 1963. L'hiver 1969-70 marque la dernière saison de Bjørneborg qui ne servait déjà plus pour la chasse mais pour la recherche scientifique. Le bâtiment de la station a été rénové en 1995.
Il reste beaucoup des infrastructures de la station, qui est maintenant un site du patrimoine national norvégien. L'île a eu un certain nombre de visites de touristes. Il était interdit de prendre des souvenirs de l'île. Aujourd'hui, les autorités environnementales ont interdit l'accès à l'île tout au long de l'année.